# Prvenstvo Anglije 1921
Prvenstvo Anglije 1921 v tenisu.

## Moški posamično
Bill Tilden :  Brian Norton, 4-6, 2-6, 6-1, 6-0, 7-5

## Ženske posamično
Suzanne Lenglen :  Elizabeth Ryan, 6-2, 6-0

## Moške dvojice
Randolph Lycett /  Max Woosnam :  Arthur Lowe /  Gordon Lowe, 6–3, 6–0, 7–5

## Ženske dvojice
Suzanne Lenglen /  Elizabeth Ryan :  Winifred Beamish /  Irene Bowder Peacock, 6–1, 6–2

## Mešane dvojice
Elizabeth Ryan /  Randolph Lycett :  Phillis Howkins /  Max Woosnam, 6–3, 6–1